# Ostufer des Obersees mit Felshängen
Das Naturschutzgebiet Ostufer des Obersees mit Felshängen liegt im Gemeindegebiet Simmerath an der Rurtalsperre, am Ostufer des Obersee.

## Beschreibung
Ein Teilbereich liegt auf dem Gebiet des ehemaligen Truppenübungsplatz Vogelsang, südlich der Urfttalsperre. Die Wälder an der Talsperre sind mit niederwüchsigen Traubeneichenwäldern bewachsen. Die Krautschicht besteht mit Arten wie Drahtschmiele, Salbei-Gamander, Wiesenwachtelweizen und Blaubeere aus dem typischen Arteninventar der sauren Eichen- und Buchenwälder. Im östlichen Gebietsteil stockt auf einem steil zur Talsperre abfallenden nördlich exponierten Hang ein kleinflächiger Ahornschluchtwald mit einem Vorkommen des Silberblattes. Die rund 74 ha umfassenden Eichenbestände machen das Gebiet zu einem hervorragenden Refugium von Lebensgemeinschaften naturnaher Eichenbestände. Die extensiv genutzten Glatthaferwiesen, Magerünländer und naturnaher Bachläufe und Felsbildungen unterstreichen zudem den hochwertigen Charakter des Gebietes. Im Verbund des landesweiten Biotopverbundes von naturnahen Eichenbeständen ist das Gebiet im funktionalen Zusammenhang mit dem nah gelegenen Nationalpark Eifel ein wertvolles Verbund- und Trittsteinbiotop.

## Schutzzweck
Geschützt werden sollen die Lebensräume für viele nach der Roten Liste gefährdete Pflanzen, Pilze und Tiere. Das Gebiet dient vorrangig der Erhaltung eines naturnahen Fließgewässerabschnitts als Lebensraum für bedrohte Pflanzen- und Tierarten und der Erhaltung und Entwicklung natürlicher Lebensräume gemäß Anhang I FFH-Richtlinie. So sind hier z. B. Großes Mausohr, Wasserfledermaus, Kleine Bartfledermaus, Eisvogel, Neuntöter, Braunkehlchen, Schwarzmilan, Rotmilan, Mittelspecht, Grauspecht, Uhu, Wildkatze und Mauereidechse heimisch. Im Schutzgebiet sind die folgenden Pflanzen und Pflanzengemeinschaften zu finden: Beinbrech, Fließgewässer mit Unterwasservegetation, Borstgrasrasen, Hirse-Segge, Wald-Storchschnabel, Kümmel-Silge, Gemeines Zittergras,  Dreizahn, Herbstzeitlose, Sand-Thymian. Diese Biotoptypen sind in diesem Gebiet anzutreffen: Quellen, Nass- und Feuchtgrünland, Sümpfe und Riede, an der Oberfläche anstehende Felsen, Magerwiesen und Weiden sowie Wälder und Gebüsche trockenwarmer Standorte.